# Ronal Longa
Ronal Longa Mosquera (Itsmina, 30 de junio de 2004) es  un atleta colombiano que compite como velocista. Es el poseedor del récord nacional de Colombia en la prueba de 100 metros planos.

## Trayectoria
Longa se convirtió en apenas el quinto atleta juvenil en romper la barrera de los 10 segundos en los 100 metros, y estableció un nuevo récord nacional senior de 9,99 segundos para ganar la medalla de bronce en el Campeonato Sudamericano de Atletismo, en Sao Paulo de 2023.
Longa compitió en el Campeonato Mundial de Atletismo de 2023 pero sufrió una lesión en los 100 metros y no se clasificó para competir en los Juegos Olímpicos de 2024.